# Riikka Purra

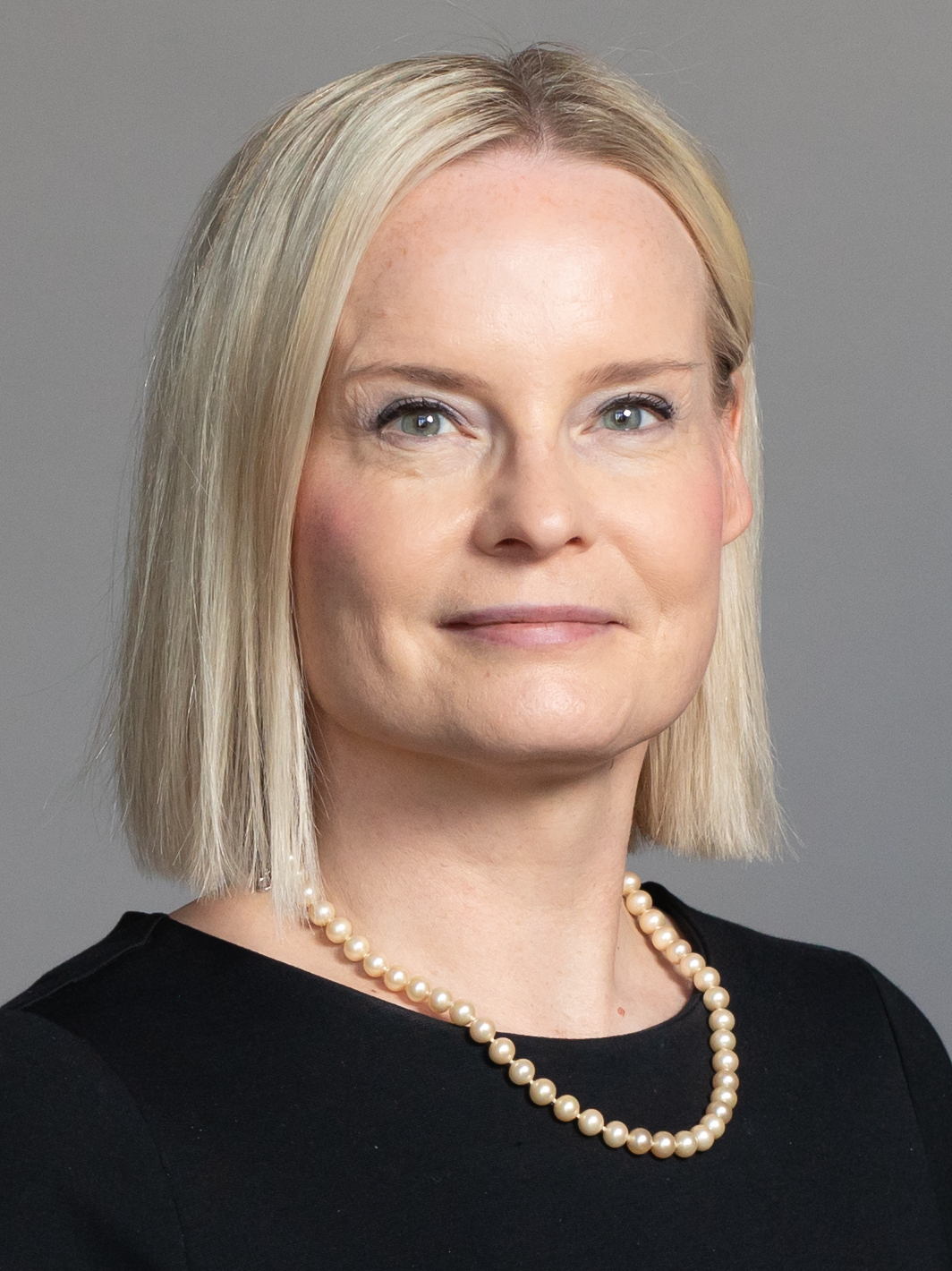
Riikka Purra (2023)

Riikka Katriina Purra (* 13. Juni 1977 in Pirkkala) ist eine finnische Politikerin der Perussuomalaiset (PeruS), deren Parteivorsitzende sie seit 2021 ist. Seit dem 20. Juni 2023 ist sie stellvertretende Ministerpräsidentin und Finanzministerin im Kabinett Orpo.

## Leben
Riikka Purra absolvierte ein Master-Studium der Politikwissenschaften an der Universität Turku.
2016 trat sie der rechtspopulistischen Partei Die Finnen (finnisch Perussuomalaiset) bei. Nach der Parlamentswahl in Finnland 2019 wurde sie am 17. April 2019 Mitglied des Finnischen Parlaments für den Wahlkreis Uusimaa. Im August 2021 wurde sie als Nachfolgerin von Jussi Halla-aho zur Parteivorsitzenden der Partei gewählt.
Bei der Parlamentswahl in Finnland am 2. April 2023 wurde ihre Partei hinter der Nationalen Sammlungspartei zweitstärkste Partei, Purra wurde am 20. Juni 2023 stellvertretende Ministerpräsidentin und Finanzministerin im Kabinett Orpo unter Ministerpräsident Petteri Orpo.

## Kritik
Im Juli 2023 verbreiteten sich von Purra im Jahr 2008 auf einem rechten Blog verfasste Beiträge in sozialen Medien; dies wurde von zahlreichen Medien (Zeitungen, Radio, TV) rezipiert. In den ihr zugeschriebenen Postings wurde häufig das Wort „neekeri“ verwendet und mit Gewalt gedroht. Ministerpräsident Petteri Orpo gab sich anschließend mit Erläuterungen Purras zufrieden, sie lehne Gewalt und Rassismus ab.
Sauli Niinistö, seit 2012 Präsident Finnlands, äußerte sich (ungewöhnlich deutlich): die Affäre sei „zumindest sehr peinlich für die Regierung“. Zum Eklat um die Einträge von Purra sagte er, es wäre klug und ein gutes Signal an die Welt, wenn die finnische Regierung eine „klare Nulltoleranz gegenüber Rassismus“ verfolgen würde. 
Purra entschuldigte sich kurz darauf am 11. Juli 2023 für rassistische Kommentare und sagte, sie seien „eine Art Insider-Humor“ gewesen. Die vier Parteivorsitzenden der Regierungskoalition veröffentlichten am Abend des 11. Juli eine Erklärung, in der sie sich für Rechtsstaatlichkeit, Demokratie, Menschenrechte und Gleichstellung aussprachen. Die Erklärung enthält folgenden Satz: 
Die Regierung und jeder ihrer Minister verurteilen Rassismus und alle Formen von Extremismus und verpflichten sich in ihrer Arbeit, Rassismus sowohl in Finnland als auch international aktiv zu bekämpfen.
Alle fünf Oppositionsparteien forderten, das Parlament aus der Sommerpause zu holen, um über die Kritik am Vorgehen der Regierung zu debattieren. Einige der Parteien wollten ein Vertrauensvotum gegen Riikka Purra initiieren. Parlamentssprecher Jussi Halla-aho lehnte den Oppositionsantrag ab, dessen Entscheidung wurde von Verfassungsrechtlern kritisiert.